# Centrorhynchus batrachus
Centrorhynchus batrachus är en hakmaskart som beskrevs av Das 1952. Centrorhynchus batrachus ingår i släktet Centrorhynchus och familjen Centrorhynchidae. Inga underarter finns listade i Catalogue of Life.